# HMS Thistle (N24)
Pour les autres navires du même nom, voir HMS Thistle.
Le HMS Thistle (pennant number : N24) est un sous-marin du premier groupe de la classe T en service dans la Royal Navy. Construit au chantier naval Vickers-Armstrongs à Barrow-in-Furness, il est lancé en octobre 1938. Il a été coulé par le sous-marin allemand U-4 le 10 avril 1940 près de Skudenes.

## Conception
Les sous-marins de la classe S se sont avérés trop petits pour des opérations lointaines. Il fallut mettre en chantier la classe T qui avait 21 mètres de longueur en plus et un déplacement de 1000 tonnes. Alors que les bâtiments de la classe S avaient seulement six tubes lance-torpilles d'étrave, ceux de la classe T en avaient huit, dont deux dans un bulbe d'étrave, plus deux autres dans la partie mince de la coque au milieu du navire.

## Engagements
Le sous-marin est lancé en octobre 1938 et commissionné le 4 juillet 1939 sous le nom de HMS Thistle (chardon). Son insigne représente cette fleur, emblème de l'Écosse.
Au début de la Seconde Guerre mondiale, le HMS Thistle faisait partie de la 2e flottille sous-marine. Du 26 au 29 août 1939, la flottille est déployée dans ses bases de guerre à Dundee et à Blyth.
Le HMS Thistle, sous le commandement du lieutenant Wilfrid Frederick Haselfoot, reçut l’ordre de patrouiller au large de Stavanger et de couler tout navire ennemi qu’il pourrait repérer dans le port, car les autorités britanniques croyaient qu’une invasion allemande de la Norvège était imminente. Le 10 avril, le HMS Thistle signala son intention de se conformer à cet ordre et qu’il lui restait deux torpilles après une attaque infructueuse sur un U-boot. Compte tenu de cela, l’Amirauté changea ses ordres pour une patrouille au large de Skudenes. Aucun contact ultérieur ne fut établi avec le Thistle.

## Naufrage
On a découvert plus tard que le U-4, le U-boot que le Thistle avait attaqué, avait aperçu le sous-marin à la surface et l’avait coulé avec des torpilles.
L’action a commencé lorsque le HMS Thistle a repéré avec son périscope le U-4 croisant à la surface. À 16 h 04, le 9 avril 1940, le HMS Thistle a tiré une salve de six torpilles, qui ont toutes raté leur cible. Le HMS Thistle a par la suite signalé par radio l’échec de l’attaque, et que le sous-marin n’avait plus que deux torpilles en réserve. Le U-4 a observé une torpille passant à dix mètres devant lui. Il a plongé en catastrophe afin d’éviter de nouvelles attaques. L’équipage du U-Boot a par la suite entendu trois explosions : les torpilles à la fin de leur course. Par la suite, le U-4 a observé le HMS Thistle en surface, en train de recharger ses batteries. À 2 h 13, le matin du 10 avril 1940, le U-4 a tiré deux torpilles sur son attaquant. La première, une torpille G7a, a raté la cible. La seconde, une torpille magnétique G7e, a touché le but, coulant le HMS Thistle corps et biens près de Skudenes.